# Siphonorhis daiquiri
Siphonorhis daiquiri (пораке кубинський) — викопний вид дрімлюгоподібних птахів родини дрімлюгових (Caprimulgidae), що був ендеміком Куби.

## Історія
Кубинський пораке був описаний американським орнітологом Сторрсом Олсоном за скамянілостями, зібраними у 1980 році в печері Куева-де-Лос-Індіос на схилі пагорба з видом на село і давній історичний порт Дайкірі, що розташоване в 20 км на схід від міста Сантьяго-де-Куба. Видова назва daiquiri вказує на типову місцевість. Пізніше рештки кубинського пораке були знайдені також в печері Куева-де-Лос-Фосілес, що заходиться в 28,5 км на північному сході від міста Камагуей.

## Опис
Кубинський пораке був більшим за гаїтянського пораке, однак меншим за ямайського пораке. Цей вид був широко поширений на Кубі в плейстоцені і вимер в голоцені. Однак, Олсон припустив, що реліктова популяція кубинських парке могла зберегтися в посушливих південно-східних районах Куби, досі слабо дослдіджених орнітологами.